# Thales Group
A Thales Group (kiejtése: [talɛs]) egy repülőgépiparra, védelemre, biztonságra és szárazföldi közlekedésre szakosodott multinacionáliselektronikai csoport, amelynek központja Párizs La Défense kerületében található.
A párizsi tőzsdén jegyzett, 80 országban jelen lévő és 2019. április 2-án 80 000 alkalmazottat foglalkoztató Thales a világ egyik vezetője a repüléstechnika, az űrkutatás, a védelem, a biztonság és a szállítási módok területén.
A csoport eredete 1998-ig nyúlik vissza, amikor az Alcatel, a Dassault Électronique és a Thomson-CSF katonai tevékenységére szakosodott ágak új társaságot hoztak létre. 2000 végén a cég felvette a jelenlegi nevét.

## Fordítás
Ez a szócikk részben vagy egészben  a   Thales Group című angol Wikipédia-szócikk ezen változatának fordításán alapul.  Az eredeti cikk szerkesztőit annak laptörténete sorolja fel. Ez a jelzés csupán a megfogalmazás eredetét és a szerzői jogokat jelzi, nem szolgál a cikkben szereplő információk forrásmegjelöléseként.